# Romanogobio antipai
Romanogobio antipai ist eine Fischart aus der Familie der Gründlingsverwandten (Gobionidae). Das Taxon wurde ursprünglich als Unterart von Kesslers Gründling (Romanogobio kesslerii) betrachtet. Das Artepitheton ehrt den rumänischen Zoologen Grigore Antipa, der Anfang des 20. Jahrhunderts das Typusmaterial sammelte.

## Merkmale
Romanogobio antipai erreicht eine Standardlänge von 71 Millimeter. Auf den Schuppen der vorderen Rückenpartie sind längliche epitheliale Kämme. Die Anzahl der Schuppenreihen rund um den Schwanzstiel beträgt zwölf. Es gibt gewöhnlich 8½ verzweigte Dorsalstrahlen und 6½ verzweigte Analstrahlen. Zwischen dem Seitenlinienorgan und der Brustbasis sind vier Schuppenreihen.

## Vorkommen
Das Verbreitungsgebiet erstreckt sich auf den Unterlauf der Donau in Bulgarien, in Rumänien und der Ukraine sowie auf den Nebenfluss Argeș.

## Lebensraum und Lebensweise
Romanogobio antipai bewohnt die Sandgründe in den tiefen Gewässern. Über die Lebensweise ist nichts bekannt.

## Status
Romanogobio antipai wurde 2008 von der IUCN für ausgestorben erklärt, da seit 1963 keine zuverlässigen Beobachtungen bekanntgeworden sind. In den Jahren 1978 und 1992 wurden Exemplare gefangen, die man jedoch irrtümlich für Kesslers Gründlinge gehalten hatte. 2016 fing der Zoologe Tihomir Stefanov in der Nähe der Ortschaft Vetren im bulgarischen Abschnitt der Donau ein Exemplar, mit dem in einer Studie von 2019 der Fortbestand von Romanogobio antipai bestätigt wurde.